# Enrique J. M. Martínez Almudévar
Enrique José Mario Martínez Almudévar (Macachín, 4 de julio de 1934-Santa Rosa, 11 de agosto de 2021) fue un médico y político argentino del Partido Justicialista que se desempeñó como senador nacional por la provincia de La Pampa entre 1992 y 2001.

## Biografía
Nació en Macachín (La Pampa) en 1934 y se doctoró en medicina en la Universidad Nacional de la Plata. Ejerció la profesión en el hospital de General Acha y también fue docente en la escuela secundaria de dicha localidad.
En política, adhirió al Partido Justicialista (PJ), siendo el presidente del partido en General Acha, congresal nacional y provincial e integrante del consejo provincial y nacional del PJ. En 1983 fue elegido concejal de General Acha, pero asumió como ministro de Bienestar Social, al ser designado por el gobernador Rubén Marín, desempeñando el cargo hasta 1987.
En abril de 1992 asumió como senador nacional por la provincia de La Pampa, completando el mandato de Rubén Marín (reelegido gobernador) hasta 1998. En las elecciones al Senado de ese año, fue reelegido hasta 2001.
Se desempeñó como presidente de la comisión de Asistencia Social y Salud Pública y de normalización del Instituto Nacional de Servicios Sociales para Jubilados y Pensionados; siendo vocal de las comisiones de Relaciones Exteriores y Culto; de Asuntos Administrativos y Municipales; de Ciencia y Tecnología; de Comunicaciones; de Vivienda; de Economía y Desarrollo Humano; y de Estudios de Residuos Industriales Peligrosos. Más tarde presidió la comisión de Vivienda, fue vicepresidente de la comisión de Industria y protesorero de la comisión administradora de la Biblioteca del Congreso de la Nación.
Falleció en Santa Rosa (La Pampa) en agosto de 2021, a los 87 años.